# منطقة خدمة الرعاية الأولية
مناطق خدمة الرعاية الأولية هي مناطق جغرافية تعتبر أسواقًا مكتفية ذاتيًا للرعاية الأولية . تم تصميم هذه المناطق بطريقة تجعل غالبية المرضى الذين يعيشون في هذه المناطق يستخدمون خدمات الرعاية الأولية داخل المنطقة. وهذا يضمن أن أي استهداف جغرافي للسياسات والموارد يصل إلى المرضى الذين تستهدفهم. تم إنشاء هذه المناطق الجغرافية في أستراليا ،  الولايات المتحدة  وسويسرا  باستخدام البيانات الضخمة وأنظمة المعلومات الجغرافية . في أستراليا ،  بينما تم تطويرها لولاية نيو ساوث ويلز ، لم تجد التطبيق بين صانعي السياسات ، حيث اعتبارًا من عام 2016 تُستخدم مناطق جغرافية أكبر بكثير تسمى شبكات الصحة الأولية لإدارة الرعاية الأولية. ومع ذلك ، فقد وجدوا جمهورًا واسعًا بشكل خاص بين صانعي السياسة والباحثين في الولايات المتحدة ،  حيث تم تطويرهم لأول مرة. وبالتالي ، على سبيل المثال ، تستخدمها إدارة الموارد والخدمات الصحية لتحديد مجالات نقص القوى العاملة. وبالتالي ، فإن مناطق خدمة الرعاية الأولية هي على سبيل المثال منطقة جغرافية مناسبة لقياس إمداد طبيب الرعاية الأولية أو الوصول الجغرافي إلى الممارسين العامين .

## أنظر أيضا
- مكان طبي مرهون
- نموذج الجاذبية للهجرة
- طريقة منطقة مستجمعات المياه العائمة المكونة من خطوتين (2SFCA)